# ウィリアム・カークウッド
ウィリアム・モンタギュー・ハメット・カークウッド（William Montague Hammett Kirkwood、1850年2月20日 - 1926年3月26日）は、イギリス出身のお雇い外国人、司法省顧問、弁護士である。また、日本の競馬における有力馬の馬主（日本レースクラブ代表）、日光中禅寺湖に初めて別荘を建てたことでも知られる。なお、本人の署名はウィリアムではなくモンタギュー・カークウッドと表記している。

## 生涯

### 出生から来日まで
1850年2月20日、ウェールズ南西部カーマーゼンシャー（Carmarthenshire)、ランデイロ（Llandeilofawr)で、農家ジョン・タウンゼント・カークウッドとエレアノラ・エリザベスの四男として出生する。ロンドンのパブリックスクール、マールバラ・カレッジ（Malborough College）卒業後、インナー・テンプル法学院に入学。1873年4月30日、法廷弁護士資格（バリスター、barrister）を取得。7月にアリス・Ｈ・Ｅ・オーウェンと結婚。1874年（明治7年）10月に来日し、横浜居留地149番で弁護士事務所を開設。外国人や外国商会の依頼で弁護を引き受けた。有名事件としては、高島炭鉱事件でジャーディン・マセソン商会側弁護人として後藤象二郎を相手に訴訟を提起した。また、ビール醸造のスプリング・バレー経営者ウィリアム・コープランドの弁護人を務め、その縁でスプリング・バレーを引き継いだジャパン・ブルワリーの取締役を務めた。ジャパン・ブルワリーは現在の麒麟麦酒（キリンビール）の前身にあたる。

### 弁護士から法律顧問へ
1882年（明治15年）4月から日本における英国王室訴追人（Crown Prosecutor）と英国公使館臨時法律顧問に任命され、同年12月からは日本における英国王室代言人（Her Majesty's Crown Advocate）と英国公使館法律顧問（Legal Adviser）を1885年（明治18年）まで務めた。1885年（明治18年）4月、日本政府（司法省）の法律顧問として就任。3年契約で月給500ポンドであった。法律取調委員として各種法令の起草に従事した。1887年（明治20）年1月、新たな雇用契約を結び、1886年（明治19年）から1901年（明治34年）までの15年間の長期雇用になり、報酬も5年ごとに800円、900円、1000円に段階的に上昇させ、特別契約で年間3000円の支払いを約束する破格の待遇となる。これは井上馨外務大臣の構想により、外国人裁判官導入後の大審院判事としての雇用を前提としたため。結局、井上の後任外相となった大隈重信が爆弾で負傷し、外国人裁判官構想は実現しなかった。1887年（明治20年）7月、横浜でエシル・ケイト・モリスと再婚した（先妻とは死別)。

### 千島艦事件訴訟指揮
その後、カークウッドは、1892年（明治25年）に起きた千島艦事件で日本政府から訴訟指揮を依頼され、英国汽船会社P&O（ペニンシュラ・アンド・オリエンタル）を相手に85万ドルの損害賠償訴訟を提起した。P&Oは10万ドルの支払いを求めて反訴したため、審理は反訴を認めるかどうかから始まった。一審英国領事庁は却下したが、P&Oは控訴し、二審上海・英国高等裁判所は一審を破棄し、今度は日本政府が英国枢密院に上告し、英国枢密院は反訴を却下した。本訴に入る前に英国のカーズン外務次官が加藤高明駐英公使を介して6000ポンドの賠償による和解を打診した。カークウッドは2万5000ポンド（約25万円）賠償と訴訟費用支払いを条件とするよう提案し日本政府はその通りに打診。P&O側は1万ポンド（約10万円）を再提示したため、カークウッドは1万ポンドを受け入れ、訴訟費用（1万2000円）を払わせることで日本側の「勝訴」を印象づけることを助言。日本政府はその通り返答し、和解が実現した。事件後、日本政府は費用込みで2万3750円をカークウッドに支払った。

### 台湾総督府顧問
1896年（明治29年）10月、拓殖務大臣の依頼で英国の植民地（インド、セイロン、ビルマ、海峡植民地）視察し、1897年（明治30年）には台湾総督の依頼で台湾を視察した。1898年（明治31年）3月に視察報告会で伊藤博文首相、後藤新平台湾総督府民政長官らを前に報告した。伊藤はカークウッドを評価し台湾総督府顧問就任を依頼。雇用契約でカークウッドは恩給加算などを求める交渉を行うが、司法省顧問の身分のままでの就任を受け入れた。台湾統治に関する意見書をまとめ、英国の統治方法を参考に憲法とは別に台湾向けの特別法を制定することを提案した。

### 退職後
1901年（明治34年）、雇用契約の満期を迎え退職し、日本政府から恩給を受け取ることになる。通常の基準では年俸の6分の1の支給だったが、約束をもとに4分の1になる3000円の恩給を認めた。しかし、カークウッドは特別契約3000円を含めた年俸で恩給5000円を約束されていたと主張し、認められた。異例の高額恩給であった。帰国後、第一次世界大戦で陸軍の検閲官として働いたこと、ボーイスカウト団体のコミッショナーを務めたことがわかっている。1926年（大正15年）3月26日、静養のためフランス滞在中、アキテーヌ地方のホテルで心臓病のため76歳で死去した。